# District scolaire indépendant de Houston

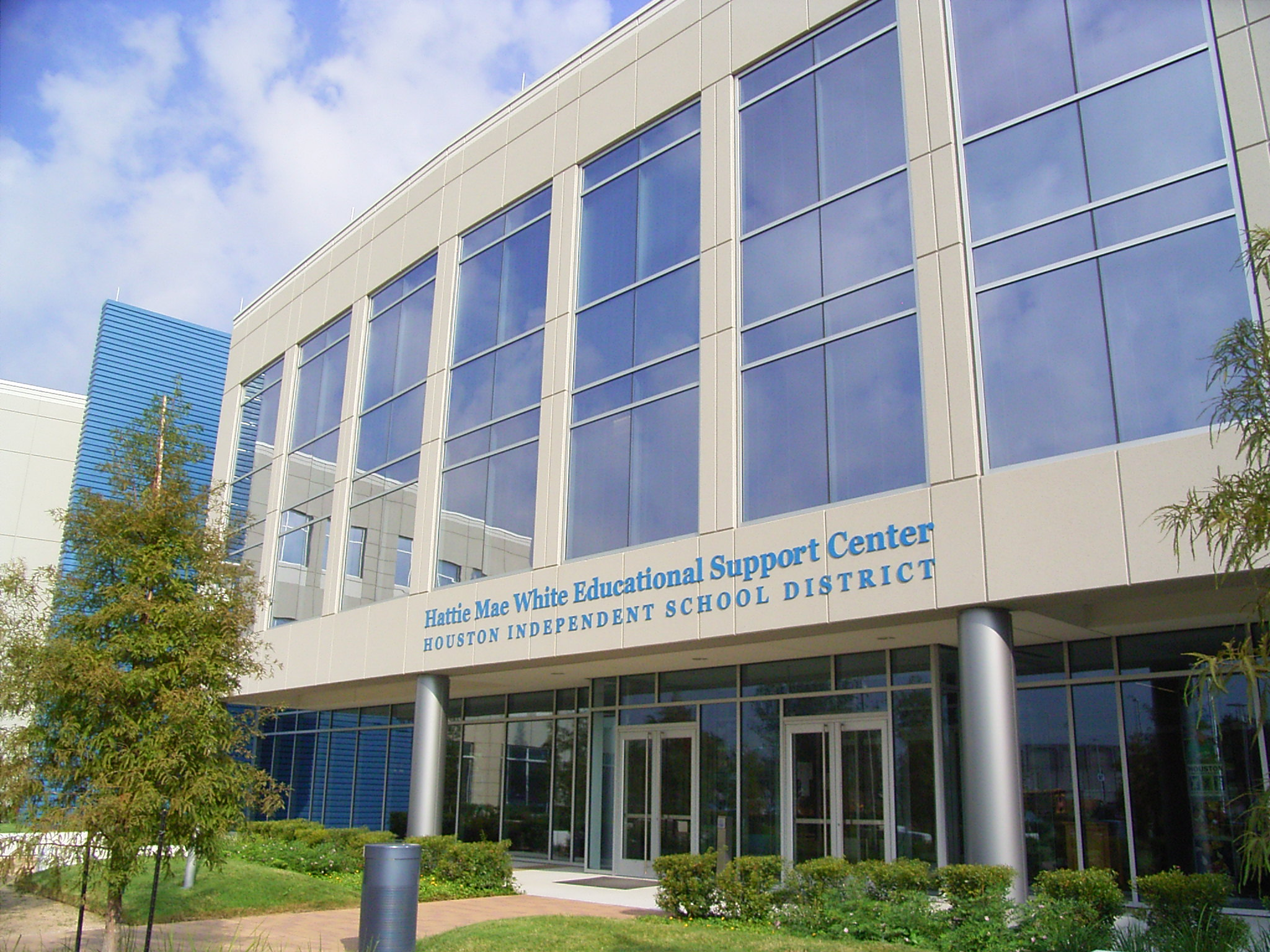
Le Hattie Mae White Educational Support Center (HMWESC), le siège du district

Le District Scolaire Indépendant de Houston (Houston Independent School District, HISD) est un district scolaire du Texas.
Il a son siège à Houston et des écoles à Houston, Bellaire, West University Place, et Jacinto City.

## Histoire
En 1988 le district a établi un programme de tutorat pour les élèves.
En 2006 le district a commencé paiements aux enseignants issus des résultats des élèves sur des tests standardisés.
En 2014 le district a établi un effort pour embaucher des enseignants de Caroline du Nord. En 2014 le district a établi un programme d'ordinateur portable.

## Écoles

### Écoles polyvalentes (PK-12)
- T.H. Rogers School (en)

### Écoles collège-lycée
- Jane Long Academy (en)
- Mickey Leland College Preparatory Academy for Young Men (en) (pour garçons)
- Young Women's College Preparatory Academy (en) (pour filles)

### Lycées
- Austin High School (en)
- Bellaire High School (en)
- César E. Chávez High School (en)
- Furr High School (en)
- Heights High School (en) (ancien Reagan High School)
- Sam Houston High School (en)
- Kashmere High School (en)
- Lamar High School (en)
- Madison High School (en)
- Milby High School (en)
- Northside High School (en) (ancien Davis High School)
- North Forest High School (en)
- Sharpstown High School (en)
- Sterling High School (en)
- Waltrip High School (en)
- Washington High School (en)
- Westbury High School (en)
- Westside High School (en)
- Wheatley High School (en)
- Margaret Long Wisdom High School (en) (ancien Lee High School)
- Worthing High School (en)
- Yates High School (en)

Lycées spéciales
- Carnegie Vanguard High School (en)
- DeBakey High School for Health Professions (en)
- High School for Law Enforcement and Criminal Justice (en)
- High School for the Performing and Visual Arts (HSPVA; "Lycée des Arts du Spectacle et des Arts Visuels")
- Jones Futures Academy (en) (ancien Jones High School)